# 신성호 (성우)
신성호(1955년 8월 20일 ~ )는 대한민국의 성우 겸 배우이다.
1974년 연극배우로 첫 데뷔한 이후 1978년 DBS 동아방송 공채 9기 성우로 첫 입사하였으며 1980년 11월 언론통폐합에 반발하여 동아방송 성우를 그만두었다. 이후 1982년 8월 MBC 문화방송 공채 8기 성우로 재데뷔, 현재에 이르고 있다. 성우로서 그는 선역과 악역을 막론하고 싸움 실력이 뛰어난 인물 역할을 전문적으로 담당했다.

## 출연 작품

### 애니메이션
- 올림포스 가디언 (SBS) - 포세이돈 역
- 포트리스 (SBS) - 다크 포트리스 역
- 울트라맨 (MBC) - 김대장 역
- 트랜스포머 갤럭시포스 (챔프) - 해설 / 메가 벡터 프라임 역
- 빨간망토 차차 (MBC) - 마왕역
- 쾌걸 조로리 (투니버스) - 가브리엘 소위 역
- 명견 실버 (VIDEO) - 벤(초반) 역
- 인조곤충 버그파이터 (KBS) - 다크맨 역
- 은하순찰대 (MBC)
- 팬텀 2040 (MBC) - 팬텀 역
- 우주보안관 장고 (MBC)
- 비스트워즈 (MBC) - 옵티머스 역
- 부메랑 파이터 (MBC) - 파보야 장군 역
- 쾌걸 조로 (SBS) - 가브리엘 역
- 내일은 월드컵 (SBS) - 강한수 코치 역
- 가이스터즈 (MBC) - 레온 / 방송 역
- 평화의 전사 라이브맨 (VIDEO) - 레드 이글 역
- 마법사 헌터 (MBC) - 조슈아 역
- 미래전사 런딤 (MBC)
- 하얀마음 백구 (SBS) - 돌개 역
- 콩딱쿵 이야기 주머니 (MBC)
- 마법의 별 매지네이션 (SBS) - 아그람 역
- 우주의 기사 테카맨 (SBS) - 태풍검 역
- 꼬마신선 타오 (KBS) - 첸할아버지 / 그리피 선생님 역
- 셰익스피어 명작만화 오델로 (SBS) - 오델로 역
- 무적의 실버호크 (MBC) - 삼손
- 수퍼보이 (MBC)
- 마르코 폴로의 모험 (MBC) - 마테오 폴로 역
- 우주용사 다이노서 (MBC)
- 신비한 바다의 나디아 (MBC) - 곤잘레스 역
- 로빈 훗의 모험 (MBC) - 테크 역
- 도전자 허리케인 (MBC) - 카를로스 역
- 보거스는 내 친구 (MBC) - 토미 아빠 역
- 미래용사 볼트론 (MBC) - 스밴(청사자) 역
- 무적고양이 팬텀 (MBC)
- 마이티 마우스 (MBC)
- 정령의 수호자 (애니박스) - 황제 역
- 투장 다이모스 (VIDEO) - 안드로 / 바무성 제독 역
- 볼트화이브 (VIDEO) - 2호기 태수 / 하이넬 / 오 박사 역
- 우주용사 타이맨 (VIDEO) - 라이거 역
- 레이브 (투니버스) - 킹
- 사무라이 참프루 (투니버스) - 우마노스케 역
- 몬스터 (투니버스) - 휴고 베른하르트 역
- 메칸더V (MBC) - 통신원1 / 부하3 역
- 아미테이지 더 서드 (투니버스) - 로스 실리버스 역
- 불타 재탄 - 아라이 역
- 코스모워리어 제로 (DVD) - 하록 역
- 그림명작동화 (MBC)
- 머신로보트 (VIDEO) - 플루(나중) 역
- 자크 쿠스토의 해양 탐사대 (EBS) - 자크 역
- 거북이 특공대 (SBS)
- 유니크론과 변신로보트 (KBS) - 핫 로드 / 아이언하이드
- 파이널 판타지 (MBC) - 하인 (제임스 우즈)

### 외화

#### 전담배우
- 주윤발
  - 리플레이스먼트 킬러 (MBC) - 존 리
  - 방탄승 (SBS) - 무명승
  - 애나 앤드 킹 (SBS) - 몽쿳왕
  - 영웅본색 (SBS) - 마크
    - 영웅본색 2 (SBS) - 아건
    - 영웅본색 3 (SBS) - 마크

  - 와호장룡 (KBS, MBC) - 이모백
  - 조조: 황제의 반란 (KBS) - 조조
  - 종횡사해 (MBC) - 죠우
  - 첩혈속집 (SBS) - 원반장
  - 첩혈쌍웅 (KBS) - 아장
  - 캐리비안의 해적: 세상의 끝에서 (KBS) - 샤오 펭
  - 커럽터 (KBS, SBS) - 닉 첸
  - 황후화 (MBC) - 황제
- 스티븐 시걸
  - 스티븐 시걸의 글리머 맨 (KBS) - 잭 콜
  - 씨커 (SBS) - 글래스
  - 언더시즈 (KBS, SBS) - 캐이스 라이백
    - 언더시즈 2 (KBS) - 캐이스 라이백

  - 파이널 디씨전 (KBS, SBS) - 트래버스 중령
  - 패트리어트 (KBS) - 웨슬리 맥클라렌
  - 형사 니코 (SBS) - 니코
- 장클로드 반 담
  - 디레일드 (MBC) - 자크
  - 리전에어 (MBC) - 알랑
  - 리플리컨트 (SBS) - 제이크
  - 맥시멈 리스크 (SBS) - 알랭 / 미카엘
  - 유니버셜 솔져 2 (SBS) - 루크
- 안토니오 반데라스
  - 마스크 오브 조로 (MBC) - 조로
  - 오리지날 씬 (MBC) - 루이스
  - 엑스 VS 세버 (MBC) - 엑스
- 크리스토퍼 램버트
  - 베오울프 (MBC) - 베오울프
  - 포트리스 2 (MBC) - 존 브레닉
  - 하이렌더 4 (SBS) - 코너
- 커트 러셀
  - 다크 블루 (KBS) - 페리 형사
  - 드리머 (KBS) - 벤 크레인
  - 브레이크 다운 (MBC) - 제프
- 양가휘
  - 8인: 최후의 결사단 (KBS) - 진소백
  - 드러머 (KBS) - 세디 아버지
  - 적인걸 : 측천무후의 비밀 (KBS) - 사타
- 휴 잭맨
  - 스워드 피쉬 (SBS) - 스탠리
  - 엑스맨 (SBS) - 로건 / 울버린
  - 케이트 & 레오폴드 (SBS) - 레오폴드

#### 드라마
- 넘버스 (SBS) - 존 엡스 (롭 모로)
- 닥터 후 (KBS) - 잭슨 (데이비드 모리시)
- 대막요 (CHING) - 흑석
- 돌아온 판관 포청천 (OBS) - 전조
- 로빈 후드 시즌 2 (KBS) - 기스본(리처드 아미티지)
- 리얼 휴먼 (KBS) - 한스 (요한 파울젠)
- 맥가이버 (MBC) - 잭 돌턴 (브루스 맥길)
- 삼국지 극장판 (CHING) - 관우
- 스몰빌 (MBC) - 라이오넬 루터
- 애들이 줄었어요 (MBC) - 랜디
- 와신상담 (EBS) - 오나라 부차 (호군)
- 이소룡 전기 (SBS) - 야마모토
- 칭기즈칸 (KBS) - 챠무하
- 캐주얼티 (헬스메디TV)
- 파워레인저 캡틴포스 (챔프) - 레드 레인저, 아카레드, 왈즈길, 내레이션
- 판관 포청천 (KBS) - 전조 (허자징)
  - 판관 포청천 2012 (채널A) - 전조 (허자징)
- 프라이미벌 (KBS) - 대니(제이슨 플레밍)
- 프로파일러 (SBS) - 베일리(로버트 다비)
- CSI: 마이애미 (MBC) - 호레이쇼 반장 (데이비드 카루소)

#### 영화
- 겨울 전쟁 (MBC) - 마르꾸스
- 고질라 (MBC) - 필립 로세 (장 르노)
- 공군대전략 (MBC)
- 귀여운 여인 (SBS) - 에드워드 (리차드 기어)
- 그래도 베니스가 좋다 (KBS) - 로튼 (브라이언 브라운)
- 긴급명령 (MBC) - 로페즈
- 내 사랑 악마 (MBC)
- 네프 므와 (MBC) - 조르쿠
- 노 맨스 랜드 (KBS) - 치키 (프랑코 듀릭)
- 노 브레인 레이스 (MBC) - 랜들 랜디 피어 (존 로버츠)
- 뉴욕 아이 러브 유 (KBS) - 게리 (앤디 가르시아) / 알렉스(크리스 쿠퍼)
- 다이 하드 (SBS) - 한스 구루버 (알란 릭맨)
- 디어 헌터 (MBC) - 마이클 (로버트 드 니로)
- 다저스 몽키 (MBC) - 톰(크리스토퍼 맥도날드)
- 당신이 잠든 사이에 (KBS) - 피터 (피터 갤러거)
- 도망자 (MBC)
- 독불장군 - 공작대장 역(이동준) 더빙
- 돈가방을 든 수녀 (SBS) - 브라이언 (에릭 아이들)
- 동방삼협 (MBC) - 유반장 (유송인)
  - 동방삼협 2 (MBC) - 유반장 (유송인)
- 드러머 (KBS) - 세디의 아버지(양가휘)
- 디오스 (SBS) - 마니 차베스 (데미안 비셔)
- 라스트 사무라이 (SBS) - 카츠모토 (와타나베 켄)
- 라이언 일병 구하기 (MBC) - 프레드(테드 댄슨)
- 라이징 선 (MBC)
- 러브 레터 (SBS) - 조지 (톰 셀렉)
- 레드 플래닛 (SBS) - 버체널 (톰 시즈모어)
- 로보캅 3 (MBC) - 로보캅 (로버트 존 버크)
- 리썰 웨폰 3(MBC) - 해쳇(닉 친런드)
- 메이드 인 아메리카 (MBC) - 할 (테드 댄슨)
- 미션 (MBC) - 가브리엘 (제러미 아이언스)
- 미스언더스탠드 (SBS) - 데니 데비스 (케빈 코스트너)
- 미이라 (MBC) - 릭 오코널 (브랜던 프레이저)
- 배트맨 (SBS) - 하비 검사 (빌리 디 윌리엄스)
- 벤허 (SBS) - 메살라 (스티븐 로이드)
- 본 아이덴티티 (MBC) - 콘클린 (크리스 쿠퍼)
  - 본 슈프리머시 (MBC) - 알렉산더 콘클린 (크리스 쿠퍼)
- 볼케이노 (MBC) - 벅 (브라이언 커윈)
- 블러프 (KBS) - 파블로 마야리노 (빅토르 마야리노)
- 블레이드 (MBC) - 위슬러 (크리스 크리스토퍼슨)
- 사랑 그리고 독신녀 (MBC) - 밥 웨스턴 (토니 커티스)
- 사랑의 스타디움 (SBS) - 게빈 (데니스 퀘이드)
- 사랑이 머무는 곳에 (MBC) - 의사(크레이그 T. 맥컬렌)
- 사형도수 (SBS) - 상관일운(황정리)
- 죽음의 표적 (SBS) - 해처(스티븐 시걸)
- 속 48시간 (SBS) - 잭 (닉 놀티)
- 속 프로젝트 A (KBS) - 하지경 (허자징)
- 스내치 (MBC) - 프랭키 (베네치오 델 토로)
- 스키 아카데미 (SBS) - 랜스 (커비 팀 브룩)
- 스타워즈 에피소드 5: 제국의 역습 (MBC)
- 스타워즈 에피소드 6: 제다이의 귀환 (MBC) - 한 솔로 (해리슨 포드)
- 슬럼독 밀리어네어 (KBS) - 프렘 (아닐 카푸르)
- 썬더볼트 (SBS) - 스티브 (왕민덕)
- 쓰나미 (SBS) - 크람릭 (단 반 후센)
- 씬 레드 라인 (MBC) - 웰쉬 상사 (숀 펜)
- 아이 엠 샘 (MBC) - 터너 (리처드 쉬프)
- 아일랜드 (SBS) - 메릭 박사 (숀 빈)
- 암흑가의 두 사람 (MBC) - 지노 (알랑 드롱)
- 어 퓨 굿 맨 (MBC) - 캐피 중위 (톰 크루즈)
- 언더월드 (MBC) - 루시안 (마이클 신)
- 에너미 앳 더 게이트 (MBC) - 다닐로프 (조지프 파인스)
- 엘프 (MBC) - 버디 (윌 페렐)
- 역 (KBS) - 에이지 (다카쿠라 켄)
- 영웅 (MBC) - 진왕 (진도명)
- 욕망의 덫 (SBS) - 안드레 (오마 샤리프)
- 월드 오브 투모로우 (MBC)
- 웰컴 투 더 정글 (MBC) - 해처 (크리스토퍼 워컨)
- 윈체스터 73 (MBC) - 더치 헨리(스티븐 맥널리)
- 유니버설 솔저 (KBS) - 스캇 (돌프 룬드그렌)
- 폴리스 아카데미 (MBC)
- 더티 해리 4 - 써든 임팩트 (MBC)
- 응징자(KBS) - 캐슬(돌프 룬드그렌)
- 의천도룡기 (MBC) - 백미응왕 은청정
- 이벤트 호라이즌 (MBC) - 밀러 (로렌스 피시번)
- 익스트림 OPS (MBC) - 제프리 (루퍼트 그레이브스)
- 인디펜던스 데이 (MBC) - 데이빗 (제프 골드블럼)
- 일본침몰 (MBC) - 타도코로 (토요카와 에츠시)
- 자칼 (SBS) - 데클렌 멀틴 (리처드 기어)
- 장지웅심 (SBS) - 이교감 (리슈셴)
- 소림36동자 (SBS) - 사부
- 적벽대전 (MBC) - 손권 (장진)
  - 적벽대전 2 (MBC) - 손권 (장진)
- 조슈아 트리 (SBS) - 마이크(맷 바타글리아)
- 중화영웅 (MBC) - 공 선생 (원표)
- 지 아이 제인 (SBS) - 선임교관 (비고 모테슨)
- 지옥의 베를린 타워 (MBC) - 라베 대장 (팀 빌더)
- 진용 (SBS) - 진시황
- 총잡이 링고 (MBC) - 벤(조지 마틴)
- 최가박당 (MBC)
- 캐스퍼와 웬디 (MBC) - 줄스
- 캡틴 아메리카: 윈터 솔져 (MBC) - 알렉산더 피어스 (로버트 레드포드)
- 컴퓨터 용사 트론 (KBS) - 플린 (제프 브리지스)
- 콘헤드 대소동 (MBC) - 시들링 (마이클 맥킨)
- 큐브 (MBC) - 켄 틴 (모리스 딘 윈트)
- 크레이블 2 그레이브 (SBS) - 링 (마크 다카스코스)
- 크로우 (SBS) - 에릭 (브랜던 리)
- 크루서블 (MBC) - 존 프록터 (다니엘 데이 루이스)
- 크림슨 리버 (SBS) - 막스 (뱅상 카셀)
- 키스 더 걸 (MBC)
- 탑 건 (MBC) - 슬라이더 (릭 로소비치)
- 토네이도 (MBC) - 유르겐 베르거 소장 (루돌프 코발스키)
- 토르: 라그나로크 - 오딘(안소니 홉킨스)
- 투 다이 포 (MBC)
- 트로이 (SBS) - 아가멤논 (브라이언 콕스)
- 패신저 57 (MBC)
- 패트리어트 (SBS) - 벤자민 마틴 (멜 깁슨)
- 페이스 오프 (MBC) - 숀 아처 (존 트래볼타)
- 포레스트 검프 (MBC) - 댄 중위 (게리 시니즈)
- 폭로(KBS) - 톰(마이클 더글러스)
- 폴리스 아카데미 시리즈 (MBC) - 유진 태클베리(데이비드 그라프) 역
- 풀 타임 킬러 (SBS) - 톡 (유덕화)
- 플레드 (MBC) - 파이퍼 (로런스 피시번)
- 필링 미네소타 (MBC)
- 하이랜더 2(SBS) - 데이빗 블레이크(존 C. 맥긴리)
- 하트브레이커스 (MBC) - 딘 (레이 리오타)
- 함정 (MBC) - 마이클 페러데이 (제프 브리지스)
- 허비 - 몬테카를로에 가다 (KBS) - 짐(딘 존스)
- 행복했던 여자 (KBS) - 잭 (존 허드)
- 형사 스타크 (MBC) - 파티 손님(빌 크로스)
- 화소도 (MBC, SBS) - 강쭈 (유덕화)
- 환생 (MBC) - 마이크 로먼 (케네스 브래너)
- 007 언리미티드 (MBC) - 르나드 (로버트 칼라일)
- 51번째 주 (MBC) - 필릭스 (로버트 칼라일)
- 복수혈전 (극장판) - 마태오(두목)역 더빙

### 방송
- 안녕! 노디 (MBC) - 삐뽀
- MBC 뉴스데스크 (MBC) - 9시 시보(삼성전자 애니콜(시드니 올림픽))(2000년)
- 실제상황 토요일 (SBS)
- 월드컵 해설 프로그램, 올림픽, 스포츠 다큐 해설 다수

### 영화 (직접 출연)
- 건축무한 육면각체의 비밀 - 김정범 역
- 피아노 맨 - 양세형 형사 역
- 실미도 - 성호 역
- 젊은 남자 - 정신과 의사 역

### 드라마 (직접 출연)
- 제4공화국 (MBC) - 안재송 역

### 게임
- 진삼국무쌍 - 관우
- 스타크래프트 - 알렉세이 스투코프(이벤트), 제라드 듀갈
- 헤일로 - 마스터 건즈
- 아머드 코어 넥서스 - 베른 헌트 / 앰버 크라운 가드

### 내레이션
- 세기의 총격전 (NGC)
- AMAZING ANIMALS (아가월드) - 박사님

### 광고
- 한림제약 한비담
- 대신증권
- 현대자동차 (에쿠스, 그랜저XG, 갤로퍼, 테라칸 등)
- 기아자동차 (스펙트라, 스펙트라윙, 옵티마리갈 등)
- 인정건설 이튼타워 리버
- 한국통신
- 프로스펙스
- 조선일보
- 한국P&G 비달사순 헤어케어
- 중앙선거관리위원회
- 닌텐도 (DX 2010 벤쿠버 동계 올림픽, 각종 게임광고, 게임소개영상 등)
- 한국GM (라노스, 누비라 등)
- 공익광고협의회 IMF 졸업식 (1999년 2월)

### 라디오
- 다큐멘터리 드라마 격동 50년 (MBC) - 전두환

## 같이 보기
- 문화방송 성우극회
- 문화방송